# Абігейл Спірс
Абігейл Спірс (англ. Abigail Spears, 12 липня 1981) - американська тенісистка, що спеціалізується в парній грі, чемпіонка Австралії 2017 року в міксті.

## Значні фінали

### Фінали турнірів Великого шолома

#### Мікст: 3 (2 поразки, 1 титул)
| Результат | Рік  | Турнір          | Поверхня | Партнер               | Супротивники                  | Рахунок          |
| --------- | ---- | --------------- | -------- | --------------------- | ----------------------------- | ---------------- |
| Поразка   | 2013 | US Open         | Хард     | Сантьяго Гонсалес     | Андреа Главачкова Макс Мирний | 6–7(5–7), 3–6    |
| Поразка   | 2014 | US Open         | Хард     | Сантьяго Гонсалес     | Саня Мірза Бруно Суареш       | 1–6, 6–2, [9–11] |
| Перемога  | 2017 | Australian Open | Хард     | Хуан Себастьян Кабаль | Саня Мірза Іван Додіг         | 6–2, 6–4         |

### Прем'єрні обов'язкові/чільні  5

#### Парний розряд: 3 (2 титули, 1 поразка)
| Результат | Рік  | Турнір    | Поверхня | Партнерка         | Супротивниці                     | Рахунок       |
| --------- | ---- | --------- | -------- | ----------------- | -------------------------------- | ------------- |
| Поразка   | 2012 | Доха      | Хард     | Ракель Копс-Джонс | Лізель Губер Ліза Реймонд        | 3–6, 1–6      |
| Перемога  | 2012 | Токіо     | Хард     | Ракель Копс-Джонс | Анна-Лена Гренефельд Квета Пешке | 6–1, 6–4      |
| Перемога  | 2014 | Цинцинаті | Хард     | Ракель Копс-Джонс | Тімеа Бабош Крістіна Младенович  | 6–1, 2–0 ret. |

## Фінали турнірів WTA

### Одиночний розряд: 1 (1 поразка)
| Перемога — Легенда                           |
| -------------------------------------------- |
| Турніри Великого шолома (0–0)                |
| Tour Championships (0–0)                     |
| Tier I / Premier Mandatory & Premier 5 (0–0) |
| Tier II / Premier (0–0)                      |
| Tier III, IV & V / International (0–1)       |

| Результат | Ранг | Дата             | Турнір                                 | Покриття | Опонент      | Рахунок       |
| --------- | ---- | ---------------- | -------------------------------------- | -------- | ------------ | ------------- |
| Поразка   | 1.   | 7 листопада 2004 | Tournoi de Québec, Quebec City, Канада | Тверде   | Мартина Суха | 5–7, 6–3, 2–6 |

### Парний розряд: 31 (21 титул, 10 поразок)
| Перемога — Легенда                           |
| -------------------------------------------- |
| Турніри Великого шолома (0–0)                |
| Tour Championships (0–0)                     |
| Tier I / Premier Mandatory & Premier 5 (2–1) |
| Tier II / Premier (8–5)                      |
| Tier III, IV & V / International (11–4)      |

| Результат | Ранг | Дата            | Турнір                                                        | Покриття  | Партнер             | Опоненти                                     | Рахунок            |
| --------- | ---- | --------------- | ------------------------------------------------------------- | --------- | ------------------- | -------------------------------------------- | ------------------ |
| Перемога  | 1.   | 5 січня 2003    | WTA Auckland Open, Нова Зеландія                              | Тверде    | Терін Ешлі          | Кара Блек Олена Лиховцева                    | 6–2, 2–6, 6–0      |
| Перемога  | 2.   | 15 серпня 2004  | Odlum Brown Vancouver Open, Канада                            | Тверде    | Бетані Маттек-Сендс | Ельс Калленс Анна-Лена Гренефельд            | 6–3, 6–3           |
| Поразка   | 1.   | 19 лютого 2005  | U.S. National Indoor Championships, США                       | Тверде    | Лора Гренвілл       | Йосіда Юка Саекі Міхо                        | 3–6, 4–6           |
| Перемога  | 3.   | 24 липня 2005   | Мастерс Цинциннаті, США                                       | Тверде    | Лора Гренвілл       | Квета Пешке Марія Емілія Салерні             | 3–6, 6–2, 6–4      |
| Перемога  | 4.   | 10 травня 2009  | Estoril Open, Португалія                                      | Ґрунт     | Ракел Атаво         | Шерон Фічмен Каталін Мароші                  | 2–6, 6–3, [10–5]   |
| Поразка   | 2.   | 14 червня 2009  | Birmingham Classic, Birmingham, Great Britain                 | Трава     | Ракель Копс-Джонс   | Кара Блек Лізель Губер                       | 1–6, 4–6           |
| Перемога  | 5.   | 27 вересня 2009 | Hansol Korea Open Tennis Championships, Seoul, Південна Корея | Тверде    | Латіша Чжань        | Карлі Галліксон Ніколь Кріз                  | 6–3, 6–4           |
| Поразка   | 3.   | 18 жовтня 2009  | Japan Women's Open, Osaka, Японія                             | Тверде    | Шанелль Схеперс     | Ліза Реймонд Чжуан Цзяжун                    | 2–6, 4–6           |
| Поразка   | 4.   | 7 серпня 2011   | San Diego Open, San Diego, США                                | Тверде    | Ракель Копс-Джонс   | Квета Пешке Катарина Среботнік               | 0–6, 2–6           |
| Перемога  | 6.   | 18 вересня 2011 | Bell Challenge, Quebec City                                   | Тверде    | Ракель Копс-Джонс   | Джеймі Гемптон Анна Татішвілі                | 6–0, 3–6, [10–6]   |
| Поразка   | 5.   | 7 січня 2012    | Brisbane International, Австралія                             | Тверде    | Ракель Копс-Джонс   | Нурія Льягостера Вівес Аранча Парра Сантонха | 6–7(2–7), 6–7(2–7) |
| Поразка   | 6.   | 19 лютого 2012  | Qatar Ladies Open, Doha                                       | Тверде    | Ракель Копс-Джонс   | Лізель Губер Ліза Реймонд                    | 3–6, 1–6           |
| Перемога  | 7.   | 23 липня 2012   | San Diego Open, Carlsbad, США                                 | Тверде    | Ракель Копс-Джонс   | Ваня Кінг Надія Петрова                      | 6–2, 6–4           |
| Перемога  | 8.   | 23 вересня 2012 | Hansol Korea Open, Seoul                                      | Тверде    | Ракель Копс-Джонс   | Акгуль Аманмурадова Ваня Кінг                | 2–6, 6–2, [10–8]   |
| Перемога  | 9.   | 29 вересня 2012 | Toray Pan Pacific Open, Tokyo, Японія                         | Тверде    | Ракель Копс-Джонс   | Анна-Лена Гренефельд Квета Пешке             | 6–1, 6–4           |
| Перемога  | 10.  | 14 жовтня 2012  | Japan Women's Open, Osaka                                     | Тверде    | Ракель Копс-Джонс   | Дате Кіміко Гезер Вотсон                     | 6–1, 6–4           |
| Перемога  | 11.  | 29 липня 2013   | Silicon Valley Classic, Stanford, США                         | Тверде    | Ракель Копс-Джонс   | Юлія Гергес Дарія Юрак                       | 6–2, 7–6(7–4)      |
| Перемога  | 12.  | 5 серпня 2013   | San Diego Open, Carlsbad, США                                 | Тверде    | Ракель Копс-Джонс   | Чжань Хаоцін Жанетта Гусарова                | 6–4, 6–1           |
| Поразка   | 7.   | 22 вересня 2013 | Hansol Korea Open Tennis Championships, Seoul                 | Тверде    | Ракель Копс-Джонс   | Чжань Цзіньвей Сюй Їфань                     | 5–7, 3–6           |
| Поразка   | 8.   | 22 лютого 2014  | Dubai Tennis Championships, ОАЕ                               | Тверде    | Ракель Копс-Джонс   | Алла Кудрявцева Анастасія Родіонова          | 2–6, 7–5, [8–10]   |
| Перемога  | 13.  | 15 червня 2014  | Aegon Classic, Birmingham                                     | Трава     | Ракель Копс-Джонс   | Ешлі Барті Кейсі Деллаква                    | 7–6(7–1), 6–1      |
| Перемога  | 14.  | 18 серпня 2014  | Мастерс Цинциннаті, США                                       | Тверде    | Ракель Копс-Джонс   | Тімеа Бабош Крістіна Младенович              | 6–1, 2–0 ret.      |
| Поразка   | 9.   | 16 січня 2015   | Sydney International, Австралія                               | Тверде    | Ракель Копс-Джонс   | Бетані Маттек-Сендс Саня Мірза               | 3–6, 3–6           |
| Перемога  | 15.  | 28 лютого 2015  | Катар Всього Open, Doha                                       | Тверде    | Ракель Копс-Джонс   | Сє Шувей Саня Мірза                          | 6–4, 6–4           |
| Перемога  | 16.  | 14 червня 2015  | Nottingham Open, Great Britain                                | Трава     | Ракель Копс-Джонс   | Джоселін Рей Анна Сміт                       | 3–6, 6–3, [11–9]   |
| Перемога  | 17.  | 18 жовтня 2015  | Linz Open, Австрія                                            | Тверде    | Ракель Копс-Джонс   | Андреа Сестіні Главачкова Луціє Градецька    | 6–3, 7–5           |
| Перемога  | 18.  | 23 липня 2016   | Bank of the West Classic, Stanford                            | Тверде    | Ракел Атаво         | Дарія Юрак Анастасія Родіонова               | 6–3, 6–4           |
| Перемога  | 19.  | 18 лютого 2017  | Катар Всього Open, Doha                                       | Тверде    | Катарина Среботнік  | Ольга Савчук Ярослава Шведова                | 6–3, 7–6(9–7)      |
| Поразка   | 10.  | 30 квітня 2017  | Porsche Tennis Grand Prix, Stuttgart, Німеччина               | Ґрунт (i) | Катарина Среботнік  | Ракель Атаво Олена Остапенко                 | 4–6, 4–6           |
| Перемога  | 20.  | 6 серпня 2017   | Bank of the West Classic, Stanford                            | Тверде    | Коко Вандевей       | Алізе Корне Аліція Росольська                | 6–2, 6–3           |
| Перемога  | 21.  | 17 червня 2018  | Nottingham Open, Great Britain                                | Трава     | Аліція Росольська   | Міхаела Бузернеску Гетер Вотсон              | 6–3, 7–6(7–5)      |

## Зовнішні посилання
- Досьє на сайті WTA [Архівовано 7 червня 2017 у Wayback Machine.]

| Тенісист | Це незавершена стаття про тенісиста чи тенісистку. Ви можете допомогти проєкту, виправивши або дописавши її. |